# マーサ・カートメル

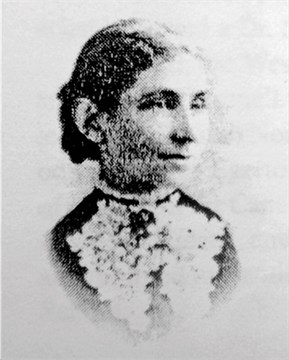
Martha Cartmell

マーサ・ジュリア・カートメル(Martha Julia Cartmell、1845年12月14日 - 1945年3月20日)はカナダ・メソジスト教会婦人伝道会社の最初の日本派遣宣教師で、東洋英和女学院の創立者である。

## 生涯
1845年12月14日 カナダのオンタリオ州ハミルトンに生まれる。13歳のときに両親を失い伯母のミセス･サザラートに引き取られる。ハミルトンの師範学校で学んだ。その後、ハミルトン女学校の教師・校長を務めていた。
1878年　カナダ・メソジスト教会宣教師のジョージ・コクランとデイヴィッドソン・マクドナルド、本国に婦人宣教師派遣を請願する。
1881年11月8日　カナダ・メソジスト教会婦人伝道会社 (WMS) が設立される。
1881年12月　カートメル、WMS日本派遣婦人宣教師に志願。
1882年9月26日　カートメル、ハミルトン市センテナリー教会で開催されたWMS第一回年会でWMS日本派遣婦人宣教師に任命される。
1882年12月5日　カートメル、「シティ・オブ・トーキョー号」でカナダを出発。
1882年12月27日　カートメル、横浜に上陸。東京築地居留地の宣教師館に住まい、バイブルクラスと婦人集会を行う。これがのちの築地教会（現：日本基督教団銀座教会）の母体となる。
1883年　カートメル、女学校設立の必要をWMSに訴え、女学校設立を計画。
1884年9月25日 東洋英和女学校（後の東洋英和女学院）、東京府知事に設立認可される。カートメル、東洋英和女学校初代校長兼英語教師に就任。　在日カナダ・ミッションのためにバイブル・ウィーメン（婦人伝道者）の養成に着手。
1885年 体調を崩し静養のため東洋英和女学校校長を辞任。
1887年4月 病でカナダに帰国。ブリティッシュ・コロンビアのヴィクトリア在住の中国人伝道に携わる。
1892年 再来日。東京で活動を開始する。
1894年 山梨英和女学校に勤める。甲府で伝道活動を行う。
1896年 カナダに帰国。ハミルトンで余生を過ごす。
1945年3月20日 ハミルトンで死去する。